# Équipe de France de volley-ball en 2008
L'équipe de France de volley-ball a participé en 2008 à la Ligue mondial du 14 juin au 20 juillet, au tourmoi de qualification au Championnat d'Europe du 16 au 18 mai à Dunkerque et du 30 mai au 1er juin en Macédoine.

## Équipe de France A

### Les matchs des A
| Date            | Lieu                                            | Adversaire         | Score                               | Durée | Compétition | Meilleur marqueur                                             |
| 13 mai 2008     | Stade des Flandres Dunkerque, France            | Belgique           | 5-0 (29-27 25-22 25-19 25-18 25-20) |       | A           |                                                               |
| 16 mai 2008     | Stade des Flandres Dunkerque, France            | Macédoine du Nord  | 3-0 (25-20 25-16 29-27)             | 1h22  | TQCE        | Antonin Rouzier (18)                                          |
| 17 mai 2008     | Stade des Flandres Dunkerque, France            | Bosnie-Herzégovine | 3-0 (21-25 17-25 15-25)             | 1h12  | TQCE        | Antonin Rouzier (15)                                          |
| 18 mai 2008     | Stade des Flandres Dunkerque, France            | Biélorussie        | 3-0 (25-17 25-21 25-19)             | 1h15  | TQCE        | Samuele Tuia (14)                                             |
| 27 mai 2008     | Tourcoing, France                               | Porto Rico         | 3-0 (25-17 25-13 25-12)             | 1h02  | A           | Antonin Rouzier (16)                                          |
| 30 mai 2008     | Skopje, Macédoine                               | Biélorussie        | 0-3 (22-25 15-25 23-25)             | 1h20  | TQCE        | Antonin Rouzier (11) Stéphane Antiga (11) Stéphane Tolar (11) |
| 31 mai 2008     | Skopje, Macédoine                               | Bosnie-Herzégovine | 3-0 (25-20 25-17 25-18)             | 1h20  | TQCE        | Antonin Rouzier (14)                                          |
| 1er juin 2008   | Skopje, Macédoine                               | Macédoine du Nord  | 3-1 (25-20 23-25 25-22 27-25)       | 1h58  | TQCE        | Antonin Rouzier (25)                                          |
| 14 juin 2008    | Poliedro de Caracas Caracas, Venezuela          | Venezuela          | 3-2 (23-25 25-23 20-25 25-23 11-15) | 2h25  | LM          | Antonin Rouzier (27)                                          |
| 15 juin 2008    | Poliedro de Caracas Caracas, Venezuela          | Venezuela          | 3-0 (22-25 19-25 25-27)             | 1h34  | LM          | Antonin Rouzier (18)                                          |
| 20 juin 2008    | Palais omnisports de Paris-Bercy Paris, France  | Brésil             | 3-2 (25-22 23-25 25-23 22-25 15-13) | 2h25  | LM          | Antonin Rouzier (29)                                          |
| 21 juin 2008    | Palais omnisports de Paris-Bercy Paris, France  | Brésil             | 0-3 (29-31 21-25 17-25)             | 1h38  | LM          | Emmanuel Ragondet (10)                                        |
| 27 juin 2008    | Palais des Sports de Gerland Lyon, France       | Serbie             | 3-1 (17-25 25-20 25-23 25-20)       | 2h00  | LM          | Marien Moreau (21)                                            |
| 28 juin 2008    | Palais des Sports de Gerland Lyon, France       | Serbie             | 0-3 (20-25 31-33 19-25)             | 1h37  | LM          | Marien Moreau (18)                                            |
| 4 juillet 2008  | Palais des sports André-Brouat Toulouse, France | Venezuela          | 3-1 (25-23 25-13 20-25 25-18)       | 2h00  | LM          | Marien Moreau (18)                                            |
| 5 juillet 2008  | Palais des sports André-Brouat Toulouse, France | Venezuela          | 3-1 (25-20 20-25 25-20 25-22)       | 1h53  | LM          | Guillaume Samica (17)                                         |
| 12 juillet 2008 | Mineirinho Gymnasium Belo Horizonte, Brésil     | Brésil             | 0-3 (25-22 25-17 27-25)             | 1h31  | LM          | Marien Moreau (10)                                            |
| 13 juillet 2008 | Mineirinho Gymnasium Belo Horizonte, Brésil     | Brésil             | 0-3 (25-17 25-21 25-19)             | 1h07  | LM          | Guillaume Samica (11)                                         |
| 18 juillet 2008 | SC Cair Niš, Serbie                             | Serbie             | 2-3 (23-25 18-25 25-21 25-19 15-08) | 1h56  | LM          | Marien Moreau (15)                                            |
| 20 juillet 2008 | Hala Pionir Belgrade, Serbie                    | Serbie             | 1-3 (25-20 25-22 12-25 25-17)       | 1h36  | LM          | Marien Moreau (20)                                            |

A : match amical.
LM : match de la Ligue mondial 2008.
TQCE : match du Qualification au Championnat d'Europe 2009.

### Les joueurs en A
| Joueurs                 |             |             |             |             |             |             |             |             |             |             |             |             |             |             |             |             |             |             |             |             |
| Attaquant               |             |             |             |             |             |             |             |             |             |             |             |             |             |             |             |             |             |             |             |             |
| Marien Moreau           | a participé | a participé | (1pt)       | a participé | (1pt)       | NP          | (6pts)      | (0pt)       | (0pt)       | (1pt)       | (0pt)       | (3pts)      | (21pts)     | (18pts)     | (18pts)     | (11pts)     | (10pts)     | (8pts)      | (15pts)     | (20pts)     |
| Antonin Rouzier         | a participé | (18pts)     | (15pts)     | (11pts)     | (16pts)     | (11pts)     | (14pts)     | (25pts)     | (27pts)     | (18pts)     | (29pts)     | (8pts)      |             |             |             |             |             |             |             |             |
| Central                 |             |             |             |             |             |             |             |             |             |             |             |             |             |             |             |             |             |             |             |             |
| Gérald Hardy-Dessources | a participé | (9pts)      | (4pts)      | (11pts)     | (5pts)      | NP          | NP          | (10pts)     | (8pts)      | NP          | (3pts)      | (2pts)      | (11pts)     | (5pts)      | (12pts)     | (9pts)      | (4pts)      | NP          | (0pt)       | (2pts)      |
| Oliver Kieffer          | a participé | (6pts)      | (5pts)      | (5pts)      | (3pts)      | (8pts)      | (5pts)      | NP          |             |             |             |             |             |             |             |             |             |             |             |             |
| Jean-Philippe Sol       |             |             |             |             |             |             |             |             | (3pts)      | (7pts)      | (7pts)      | (8pts)      | (5pts)      | (7pts)      | (16pts)     | (3pts)      | (5pts)      | (6pts)      | (10pts)     | (12pts)     |
| Stéphane Tolar          | a participé | a participé | (1pt)       | a participé | (5pts)      | (11pts)     | (7pts)      | (6pts)      | (9pts)      | (11pts)     | (8pts)      | (4pts)      | (3pts)      | (0pt)       | NP          | (8pts)      | (4pts)      | (7pts)      | (12pts)     | (9pts)      |
| Libero                  |             |             |             |             |             |             |             |             |             |             |             |             |             |             |             |             |             |             |             |             |
| Jean-François Exiga     | a participé | a participé | a participé | a participé | a participé | a participé | a participé | a participé |             |             |             |             |             |             |             |             |             |             |             |             |
| Édouard Rowlandson      |             |             |             |             |             |             |             |             | a participé | a participé | a participé | a participé | a participé | a participé | a participé | a participé | a participé | a participé | a participé | a participé |
| Passeur                 |             |             |             |             |             |             |             |             |             |             |             |             |             |             |             |             |             |             |             |             |
| Loïc Le Marrec          | a participé | (0pt)       | (2pts)      | a participé | (1pt)       | (0pt)       | (1pt)       | NP          | NP          | (0pt)       | NP          | (0pt)       | NP          | NP          | NP          | (1pt)       | (0pt)       | (0pt)       | NP          | (2pts)      |
| Pierre Pujol            | a participé | a participé | (4pts)      | (4pts)      | (0pt)       | (1pt)       | (3pts)      | (3pts)      | (4pts)      | (1pt)       | (6pts)      | (1pt)       | (5pts)      | (3pts)      | (3pts)      | (2pts)      | (0pt)       | (1pt)       | (5pts)      | (0pt)       |
| Réceptionneur-attaquant |             |             |             |             |             |             |             |             |             |             |             |             |             |             |             |             |             |             |             |             |
| Stéphane Antiga         | a participé | (9pts)      | (11pts)     | (8pts)      | (4pts)      | (11pts)     | NP          | NP          |             |             |             |             |             |             |             |             |             |             |             |             |
| Nicolas Maréchal        |             |             |             |             |             |             |             |             |             |             | (0pt)       | (9pts)      | (1pt)       | (0pt)       | NP          | (8pts)      | (3pts)      | (0pt)       | (0pt)       | (0pt)       |
| Emmanuel Ragondet       | a participé | a participé | (2pts)      | a participé | (4pts)      | NP          | (5pts)      | (13pts)     | (11pts)     | (6pts)      | (10pts)     | (10pts)     | (4pts)      | (9pts)      | (7pts)      | (9pts)      | (1pt)       | (4pts)      | (14pts)     | (9pts)      |
| Guillaume Samica        | a participé | (12pts)     | (3pts)      | a participé | (5pts)      | (3pts)      | (7pts)      | (5pts)      | (1pt)       | (0pt)       |             |             | (17pts)     | (1pt)       | (17pts)     | (17pts)     | (9pts)      | (11pts)     | (10pts)     | (17pts)     |
| Bojidar Slavev          |             |             |             |             |             |             |             |             | (0pt)       | (0pt)       | (0pt)       | (0pt)       | (2pts)      | (0pt)       | (0pt)       | (0pt)       | NP          | NP          | NP          | (0pt)       |
| Samuel Tuia             | a participé | (6pts)      | (8pts)      | (14pts)     | (7pts)      | (7pts)      | (7pts)      | (8pts)      | (15pts)     | (4pts)      | (13pts)     | (2pts)      | NP          | (8pts)      | (0pt)       | (0pt)       | (4pts)      | (1pt)       | NP          | NP          |

### Sélection pour laLigue mondiale
Cette sélection de l'équipe de France a été présentée le 29 avril 2008, et est validée pour la Ligue mondiale 2008.
Entraîneur : Philippe Blain  France ; entraîneur-adjoint : Olivier Lecat  France

## Équipe de France A'

### Les matchs des A'
| Date        | Lieu                                                | Adversaire | Score                               |
| 27 mai 2008 | Le Parnasse Nîmes, France                           | Italie     | 3-0                                 |
| 28 mai 2008 | Halle de Clavières Alès, France                     | Italie     | 1-3 (26-28 15-25 25-18 19-25 )      |
| 29 mai 2008 | Salle Gaston Lessut Saint-Césaire-lès-Nîmes, France | Italie     | 2-3 (20-25 27-25 25-21 22-25 13-15) |

### Les joueurs en A'
Yannick Bazin, Bojidar Slavev, Loïc Geiler, Nicolas Maréchal, Jean-Philippe Sol, Gary Gendrey, Édouard Rowlandson, Toafa Takaniko, Baptiste Geiler, Fabien Vergoz, Frédéric Barais, Adrien Taghin. Entraîneur : Éric Daniel